# HD 9446 b
HD 9446 b是环绕恒星HD 9446公转的太阳系外行星，于2010年1月5日公布。它位于三角座，距离地球约172光年。